# 松川尚瑠輝
松川尚瑠輝（1991年9月20日—），日本男演員。2015年3月起為Stardust Promotion所屬（此前，直至2010年底為Central Group屬下Central Production所屬，2012年6月至2015年3月為Break Point所屬）。東京都出身。血型為AB型。對足球有興趣。

## 演出經歷

### 電視劇
| 節目名                                                        | 電視台              | 飾演角色       |
| ------------------------------------------------------------- | ------------------- | -------------- |
| 多季演出                                                      |                     |                |
| 新·到達天空（新・天までとどけ）1-5 （1999年－2004年）                         | 東京廣播公司        | 杉本廣         |
| 1999年                                                        |                     |                |
| 給天空的信（空への手紙）                                                | 東京廣播公司        | 遠山勇         |
|                                                               | 朝日電視台          |                |
| 2001年                                                        |                     |                |
| 菊次郎和早紀（特別電視劇版）                                  | 朝日電視台          | 北野武         |
| 十手人                                                        | 朝日電視台          | 庄太           |
| 2002年                                                        |                     |                |
|                                                               | 日本放送協會        | 日道           |
| 幸福的尾巴                                                    | 東京廣播公司        | 竹屋洋太       |
| 2003年                                                        |                     |                |
| 晨間小說連續劇 心                                             | 日本放送協會        | 少年           |
| 搬運你的人生                                                  | 東京廣播公司        | 讓司           |
| 2004年                                                        |                     |                |
| Wonderful Life                                                | 富士電視台          | 林耕介         |
| 2005年                                                        |                     |                |
| 女王的教室                                                    | 日本電視台          | 真鍋由介       |
| 2006年                                                        |                     |                |
| 女王的教室特別篇2 ~惡魔降臨~                                  | 日本電視台          | 真鍋由介       |
| 偵探學園Q（單發電視劇版）                                     | 日本電視台          | 鳴澤數馬（カズマ）   |
| [ 5 ]                                                         | TBS電視台           | 田宮健廣       |
| （第5輯，大結局SP（12月14日））                               | 朝日電視台          | 中村純         |
| 2007年                                                        |                     |                |
| NHK大河劇 風林火山（第2、5集）                                | 日本放送協會        | 藤七           |
| 演歌女王（第5幕（2月10日））                                  | 日本電視台          |                |
| 生徒諸君!教師篇                                               | 朝日電視台          | 上田敏也       |
|                                                               | 富士電視台          | 玉城秀樹       |
| 彗星物語                                                      | TBS電視台           | 城田春雄       |
| 豬熊夫婦的駐在日誌4                                           | 東京電視台          | 山內浩也       |
| 3年B組金八先生（第8輯）                                       | TBS電視台           | 松井宏樹       |
| 2008年                                                        |                     |                |
| BATTERY                                                       | 日本放送協會        | 東谷啓太       |
| 我的小時候 「職業棒球評述員·張本勳」                          | NHK數碼衛星高清頻道 | 張本勳         |
| 愛的劇場 LOVE LETTER                                          | TBS電視台           | 三木勝         |
| 2009年                                                        |                     |                |
| 上地雄輔向日葵物語～家人、好友、她…誰也不知道的素顏首次公開！ | 富士電視台          | 久保田         |
| 坂上之雲（第1部第2、3集）                                     | NHK綜合頻道         | 河東碧梧桐     |
|                                                               | NHK數碼衛星高清頻道 |                |
| 2010年                                                        |                     |                |
| 新撰組PEACE MAKER                                             | 每日放送、TBS電視台 | 永倉新八       |
| 抓住明日的光                                                  | 富士電視台          | 野原大樹       |
| 2011年                                                        |                     |                |
| 晨間小說連續劇 太陽公公                                       | 日本放送協會        | 原口武志       |
| 抓住明日的光2                                                 | 東海電視台          | 野原大樹       |
| 2013年                                                        |                     |                |
| 抓住明日的光 -2013夏-                                         | 東海電視台          | 野原大樹       |
| 2013年                                                        |                     |                |
| 週六WIDE劇場 京都南署鑑識檔案 冰上的連續殺人！！              | 朝日電視台          | 江藤良太       |
| 2015年                                                        |                     |                |
| （第5集）                                                     | 名古屋電視台        | 白川峻         |
| 24小時電視特備劇                                              | 日本電視台          | 大之內弘史     |
| [ 7 ]                                                         | 日本電視台          |                |
| 2016年                                                        |                     |                |
| 週六WIDE劇場                                                  | 朝日放送            | 田中亮         |
| ON 異常犯罪搜查官·藤堂比奈子                                  | 富士電視台          | 川村浩二       |
| 樸素至極！校閱女孩河野悅子                                    | 日本電視台          | 青木祥平       |
| 2017年                                                        |                     |                |
| 貴族偵探（第8集）                                             | 富士電視台          | 大場和典       |
| 毛毯貓（第5集）                                               | NHK綜合頻道         | 野澤勇樹       |
| 樸素至極！DX 校閱女孩河野悅子                                 | 日本電視台          | 青木祥平       |
| 2018年                                                        |                     |                |
| 黑色止血鉗                                                    | TBS電視台           | 北島達也       |
| 製作英雄之男石之森章太郎物語                                  | 日本電視台          | 角田次朗       |
| 下町火箭（TBS2018年版）                                       | TBS電視台           | 佐伯文也       |
| 2019年                                                        |                     |                |
| 同期的櫻（第3、4集）                                          | TBS電視台           | 上林           |
| 2020年                                                        |                     |                |
| あのコの夢を見たんです。                                      | 東京電視台          | 脇坂           |
| 2021年                                                        |                     |                |
| TOKYO MER～行動急診室～（第7集）                              | TBS電視台           | 警官           |
| 東京放置食堂                                                  | 東京電視台          | 北野康夫       |
| 2022年                                                        |                     |                |
| NICE FLIGHT!（第5集 - 第8集）                                 | 朝日電視台          | 西田飛翔       |
| Japanese Style                                                | 朝日電視台          | 澤田彌勒       |
| 警視廳考察一課（第6集）                                       | 東京電視台          | 武田伸太郎     |
| 2023年                                                        |                     |                |
| 刑警與檢察官，有時是法官。（第3集）                           | 朝日電視台          | 秋葉浩二       |
| 2024年                                                        |                     |                |
| 隔壁的護佐姐姐（第3集）                                       | 日本電視台          | 內藤雄二的前輩 |
| 黑色止血鉗2                                                   | TBS電視台           | 北島達也       |
| 黑色止血鉗2外傳「」                                           | TBS電視台           | 北島達也       |
|                                                               | 東京電視台          |                |

### 電影
- 「ELECTRICDRAGON80000V」（年份不明）。
- 「Kirikou與魔女」（1998年）聲演大少年。
- 「戀愛撲下來了。」（1999年）飾演Junichi。
- 「五條靈戰記」（2000年）。
- 「咒怨2」（2003年）飾演少年。
- 「彩戀」（2007年）飾演紺野友都。
- 「那須少年記」（2008年6月22日公映）飾演高根澤武郎（大猩猩）。
- 「Chime」（2010年）飾演。
- 「假面飯店」（2019年）飾演門僮町田。

### 廣播劇
- 青春Adventure「Happy Birthday」（NHK FM Radio、2007年1月22至26日）聲演藤原直人。

### 廣告
- 倍樂生 中學生講座「FAX篇」
- SONY 「Handycam」
- 農業協同組合聯合會 「牛奶BAR」
- 日立 「Infomacial」
- 伊藤洋華堂
- JUSTSYSTEMS 「一太郎」
- NTT東日本 「FLET'S」
- 萬代 「GUNDAM SEED」
- 小林製藥 （藥用噴霧）
- JR東日本 「Byu~過山車 風之小孩」
- Vodafone 「足球篇」

### 其他演出
- 雜誌廣告
  - 萬代 「Wonder Swan Crystal Glass」

- 海報
  - Nippon Meat Packers（食品加工公司）「有獎活動」

- 形象人物
  - 西武園遊園地（西武園ゆうえんち）溜冰場（2006年）

- 音樂錄影帶
  - 遊助「LION」（2010年）

## 外部連結
- （日語）Stardust Promotion官方個人詳細資料 （页面存档备份，存于）
- （日語）松川尚瑠輝前官方個人詳細資料（Central Group；Internet Archive存檔）
- （日語）（前官方Blog；Internet Archive存檔）